# Dhiravat Bhumichitr
Dhiravat Bhumichitr (thailändisch ธีรวัฒน์ ภูมิจิตร; * 7. Dezember 1960) ist ein thailändischer Diplomat. Er war von 2016 bis 2021 der thailändische Botschafter in Deutschland.
Er studierte Geschichte an der Universität Genf und schloss dort sein Studium mit Promotion ab.

## Diplomatischer Werdegang
Seine diplomatische Laufbahn begann 1991 im thailändischen Außenministerium, zuerst als Attaché, dann als Dritter Sekretär, Zweiter Sekretär und Erster Sekretär in der Abteilung für ostasiatische Angelegenheiten. Von 1994 bis 1995 war er Dolmetscher von Premierminister Chuan Leekpai. Seinen ersten Auslandseinsatz hatte er in Deutschland: von 1996 bis 1999 war er Erster Sekretär an der thailändischen Botschaft in Bonn. Danach kehrte er an das thailändische Außenministerium zurück, von 2004 bis 2005 wurde er als Berater ins Amt des Ministerpräsidenten (Thaksin Shinawatra) abgeordnet. Ab 2008 arbeitete er am Institut für Auslandsbeziehungen des Ministeriums, dem nach Devawongse Varopakar benannten Devawongse Varopakarn Institute of Foreign Affairs, das er von 2012 bis 2015 als Direktor leitete.
Vom 29. August 2016 bis 2021 war Dhiravat Bhumichitr Botschafter Thailands in Berlin.